# Giovanni Buttarelli
Giovanni Buttarelli (Frascati, 24 giugno 1957 – Milano, 20 agosto 2019) è stato un funzionario italiano.
Il 4 dicembre 2014 venne nominato Garante europeo della protezione dei dati (GEPD) dal Parlamento europeo e dal Consiglio dell'Unione Europea per un mandato di cinque anni. Ricoprì, nella stesse sede, la carica di Garante aggiunto da gennaio 2009 a dicembre 2014. Fu magistrato di Cassazione, in servizio dal 1986.
Prima di entrare nel GEPD, Buttarelli fu Segretario Generale del Garante per la protezione dei dati personali, l'autorità amministrativa italiana in materia di privacy, dal 1997 al 2009.

## Biografia
Giovanni Buttarelli nacque a Frascati nel 1957, vicino a Roma. Si laureò “summa cum laude” presso l'Università La Sapienza di Roma nel 1984, nella quale lavorò come assistente presso la Facoltà di Legge per la Cattedra di Procedura penale del prof. Franco Cordero. Nel 1986 diventò magistrato ordinario prima in Roma e, dal 1989, presso il tribunale di Avezzano. Dal 2005 al 2015 divenne professore di Tutela della privacy e Diritti fondamentali in Italia e nell'Unione europea presso la Facoltà di Giurisprudenza della Libera Università Maria SS. Assunta (LUMSA) di Roma. Dal 2016 divenne professore di informatica giuridica presso la Facoltà di Giurisprudenza della Luiss Guido Carli di Roma. È stato nominato presso il comitato High Level Policy per il progetto europeo “Percezione pubblica della sicurezza e della privacy” (PACT) (285635) - PACT (285635)” dal Peace Institute di Oslo.
Nel 2011, assieme ad altre 138 rappresentanze nazionali, firmò il manifesto sull'Agenda Digitale Italiana. Fornì inoltre contributi per periodici specializzati, sia a livello nazionale sia internazionale. Fu autore di un numero considerevole di paper e della prima monografia in materia di privacy "Banche dati e tutela della riservatezza. La privacy nella società dell'informazione. Commento analitico alle Leggi 31 dicembre 1996 n. 675 e 676".
Partecipò a numerose audizioni di fronte a parlamenti nazionali ed europei.
Morì il 20 agosto 2019 a Milano.

## Carriera

### Ufficio legislativo del Ministero della Giustizia (1989 - 1997)
Dal 1989 al 1997 Buttarelli divenne consigliere presso l'Ufficio legislativo del Ministero della Giustizia.
Cooperò con diversi ministri e contribuito alla stesura di misure negli ambiti del diritto penale, della procedura penale e della protezione dei dati. Fu inoltre membro in un numero considerevole di commissioni interministeriali sui temi di immigrazione, discriminazione razziale, frode, anticrimine, riforme fiscali, crimini informatici, accesso ai documenti e digitalizzazione della pubblica amministrazione.
Fu tra i legisti autori del disegno di legge sulla privacy, divenuta poi Legge n. 675/96 sul trattamento dei dati personali.

### Consiglio d'Europa (1990 - 2019)
Nel 1990 Buttarelli venne nominato membro di vari gruppi di lavoro e commissioni, tra le quali la Commissione consultiva sulla Convenzione 108, il Centre for Just Peace and Democracy, il Group of Specialists on access to Public Information e il Working Group on Data Protection in Police and Criminal Matters.
In quanto esperto nominato dal Consiglio d'Europa, Buttarelli fu autore del report e delle linee guida sulla videosorveglianza (2003) e della relazione sul trattamento dei dati personali per fini di impiego (2011-2013). Divenne inoltre consulente presso la Commissione di Venezia attraverso l'opinione “sorveglianza video e diritti dell'uomo”.
Buttarelli fu membro di numerosi gruppi di lavoro presso il Consiglio d'Europa, in particolare partecipò alla negoziazione sulla direttiva Data Protection Directive n. 95/46/EC (direttiva europea in materia di protezione dei dati abrogata dal Regolamento generale sulla protezione dei dati - GDPR ) e alla stesura della direttiva 97/66/EC sulla protezione della privacy nel settore delle telecomunicazioni. Divenne membro della commissione Art. 31 stabilito dalla direttiva n. 95/46/EC fino al 1999 ed è attualmente membro del gruppo di lavoro Articolo 29 stabilito dalla medesima direttiva europea.

### Garante per la protezione dei dati personali e Garante europeo della protezione dei dati (1997 - 2019)
Dal 1997 al 2009 Buttarelli assunse la funzione di Segretario Generale presso l'Autorità garante per la protezione dei dati personali. Fu presidente dell'Autorità di controllo comune (JSA) disposta dal Trattato di Schengen nel 2002-2003, dopo esserne stato il vicepresidente tra il 2000 e il 2001. Nel 2011 divenne presidente del CIS - Customs Supervision Coordination Group.
Nel 2014 succedette a Peter Hustinx nel ruolo di Garante europeo della protezione dei dati, dopo aver lavorato come Garante aggiunto per un mandato, dal 2009 al 2014.

### Il meccanismo di Mosca (2010 - 2017)
Su indicazione del ministero degli Affari Esteri, Buttarelli venne incluso per sei anni nella lista di esperti per il Meccanismo di Mosca, progetto promosso dall'Organizzazione per la sicurezza e la cooperazione in Europa. Nella lista sono contenute personalità di spiccata esperienza nei campi della human dimension, dalle quali ci si aspetta l'applicazione imparziale delle loro funzioni. Gli esperti restano a disposizione dell'ufficio ODIHR dell'OSCE per contribuire con soluzioni a specifiche questioni che implicano il rispetto dei diritti dell'uomo e della human dimension.

### Gruppo di lavoro ex Articolo 29 e European Data Protection Board (1997 - 2019)
A partire dal 25 maggio 2018 divenne membro del Comitato europeo per la protezione dei dati (EDPB) e, da prima, del Gruppo di lavoro ex Articolo 29, dal 1997 al 2018.